# Eburia lewisi
Eburia lewisi är en skalbaggsart som beskrevs av Fisher 1948. Eburia lewisi ingår i släktet Eburia och familjen långhorningar. Inga underarter finns listade i Catalogue of Life.